# 周携王
周携王（？—前750年），《清华简·繫年》作携惠王。姬姓，名余臣，一作余，西周最後一位國王（名義上），約為西周末年及东周初年人，周幽王之弟。

## 生平
周幽王因宠爱褒姒，廢王后申及申后所生太子宜臼，改立褒姒为王后，褒姒之子伯服為太子，申后及太子宜臼被迫出奔至申國。
前771年，申后之父申侯联合繒国及犬戎，杀周幽王与伯服于骊山之下。
周幽王死后，申侯、缯侯及许文公在申国立宜臼为周天子，即「周平王」。而虢公翰则在携拥立余臣为周天子，即「携王」（携惠王），形成「二王并立」的局面。直到前750年，晋文侯攻滅携王，才结束了二王并立的局面。

## 争议

### 拥立原因
关于携王拥立的原因，史料记载有所不同。孔穎達《左傳正義》引《竹書紀年》记载为废太子宜臼在申国被申侯、缯侯及许文公立为天子，称周天王。周幽王死后，虢公翰立余臣为周天子，形成二王并立的局面。《清华简·繫年》记载为太子宜臼出奔至西申国，周幽王率兵攻打西申。申侯联合缯国及犬戎攻杀周幽王及伯服。周幽王死后，诸侯立携王为周天子。而《通鉴外纪》引《竹书纪年》则记载为宜臼被立为周天子后，余臣才被虢公翰拥立为携王，形成二王并立的局面。

### 拥立者
携王的拥立者，《左传正义》及《通鉴外纪》引《竹书纪年》均记载为虢公翰，而《清华简·系年》则记载为诸侯。

### 拥立之地
携王的拥立之地，《左传正义》引《竹书纪年》记载为携，而《清华简·系年》则记载为虢国。

### 携王被杀的时间
关于携王被杀的时间，《竹书纪年》中只标明二十一年，所以有周平王二十一年和晋文侯二十一年两种观点。《古本竹书纪年辑校》记载为晋文侯二十一年，即前760年。《今本竹书纪年》记载为周平王二十一年，即前750年。而《清华简·系年》则记载为携王立二十一年被杀，即前750年。

### 携字的含义
关于「携」字的含义，雷学淇认为「携」为地名，他引用《新唐书》的记载判断「携」位于西周首都镐京（今陕西省西安市长安区斗门街道以北）附近。而童书业根据《逸周书·谥法解》指出「携」为怠政外交之意，并推断出携是二王并立结束后周王室给予余臣的恶谥。

## 外部連結
- 東周攜王年譜 （页面存档备份，存于）

| 前任： 兄 周幽王 | 周天子 ？－前750年 | 繼任： ' |